# Pilaria nigropunctata
Pilaria nigropunctata là một loài ruồi trong họ Limoniidae. Chúng phân bố ở miền Cổ bắc.